# Phragmanthera rufescens
Phragmanthera rufescens är en tvåhjärtbladig växtart som först beskrevs av Dc., och fick sitt nu gällande namn av Simone Balle. Phragmanthera rufescens ingår i släktet Phragmanthera och familjen Loranthaceae. Inga underarter finns listade i Catalogue of Life.